# Смертельная опасность (фильм, 1994)
«Смертельная опасность» (англ. Mortal Danger) — американский художественный фильм 1994 года, драма режиссёра Брайана Мэрфи. Главные роли в этом фильме исполнили Чарлз Нейпир, Пол Куфос, Эми Доленц, Триш Дэвис и Ноа Хэтэуэй. Фильм посвящён подростковым переживаниям и вскрывает острые проблемы, существующие в современной жизни. Премьера фильма состоялась 17 августа 1994 года в США.

## Сюжет
Фильм рассказывает историю двух подростков Фила и Думара, которые не могут устоять перед различными искушениями и опасностями в жизни. Их соблазняет всё — любовь и безумная страсть, алкоголь и наркотики, жадность и насилие. Но они помогают друг другу в беде, порой даже бессознательно, и пытаются удержаться за ещё существующие в их мире ценности.

## В ролях
- Пол Куфос — Думар
- Чарлз Нейпир — Фил
- Эми Доленц — Кэти
- Ноа Хэтэуэй — отец
- Триш Дэвис — мать
- Николь Феллоуз — Николь
- Сюзанне Альтер — Сю
- Дафне Чонг — Жан
- Ларри Гэтлин

## Другие названия
- Английские названия:
  - Mortal Danger
  - Turn Your Pony Around
  - To Die, to Sleep
- Русские названия:
  - Смертельная опасность
  - Путь к свободе
  - Смерть во сне
- Немецкое название:
  - Straße zur Freiheit

## Интересные факты
- В русском прокате фильм не рекомендован к просмотру лицам моложе 16 лет, хотя в США он сделан в основном для подростковой и юношеской аудитории, и имеет рейтинг PG 13 (Дети до 13 лет допускаются на фильм только с родителями).